# Skarżynek (Olunin)
Skarżynek – przysiółek wsi Olunin w Polsce położony w województwie mazowieckim, w powiecie sochaczewskim, w gminie Iłów.
W latach 1975–1998 miejscowość należała administracyjnie do województwa płockiego.